# Nudamphiura carvalhoi
Nudamphiura carvalhoi is een slangster uit de familie Amphiuridae.
De wetenschappelijke naam van de soort werd in 1965 gepubliceerd door Luiz Roberto Tommasi.